# Bosón de Goldstone
En física de partículas y física de la materia condensada, los bosones de Goldstone (también conocidos como bosones de Nambu-Goldstone) son bosones que aparecen en modelos de teoría cuántica de campos con ruptura espontánea de simetría. Propuestos por vez primera en 1960 por Yoichiro Nambu, estos bosones están asociados a generadores de la simetría rota. Pueden considerarse como excitaciones del campo en la dirección simétrica y carecen de masa, si la simetría espontáneamente rota no ha sido rota explícitamente. Si la simetría no es exacta, p. ej. si se rompe explícitamente, además de espontáneamente, entonces los bosones de Goldstone serán masivos, aunque generalmente ligeros. A estos se les denomina pseudo bosones de Goldstone, o pseudo bosones de Nambu-Goldstone (PNGBs, por sus siglas en inglés).

## Teorema de Goldstone
El teorema de Goldstone indica que siempre que una simetría continua se rompe de forma espontánea, aparecen nuevas partículas escalares sin masa (o muy ligeras, si la simetría no es exacta), dentro del espectro de las posibles excitaciones. Existe una partícula escalar, denominada bosón de Goldstone, por cada generador de la simetría que se rompe, es decir, que no mantiene el estado de mínima energía.
Existe una ligera sutileza en este teorema. Si se lee cuidadosamente, sólo indica que existen estados de no-vacío con energías arbitrariamente pequeñas. Tómese por ejemplo un modelo super QCD N = 1 quiral, con un valor esperado de vacío de squark no nulo, que es conforme en el IR. La simetría quiral es una simetría global, que se rompe espontáneamente (de modo parcial). Algunos de los bosones de Goldstone asociados  con estos SSB adquieren carga debido al grupo gauge no roto y, por ello, estos bosones compuestos tienen un espectro de masa continuo, con masas arbitrariamente pequeñas, aunque no existe ningún bosón de Goldstone con masa exactamente nula. 
En las teorías con simetría gauge, los bosones de Goldstone son "absorbidos" por los bosones gauge. Estos últimos pasan a ser masivos y su nueva polarización longitudinal la proporciona el bosón de Goldstone.

### Un ejemplo sencillo
Supóngase un campo escalar complejo φ (phi), con la ligadura φ*φ = k². Una forma de obtener una ligadura de este tipo es incluyendo un potencial.

{\displaystyle \lambda ^{2}(\phi ^{*}\phi -k^{2})^{2}\,}

y tomar el límite en que λ tiende a infinito. El campo se puede redefinir para produzca un campo escalar (es decir, partículas de espín cero)  θ  sin ninguna ligadura, utilizando

{\displaystyle \phi =ke^{i\theta }\,}

donde θ es el bosón de Goldstone (en realidad lo es kθ) y la densidad lagrangiana vendría dada por:

{\displaystyle {\mathcal {L}}=-{\frac {1}{2}}(\partial ^{\mu }\phi ^{*})\partial _{\mu }\phi +m^{2}\phi ^{*}\phi =-{\frac {1}{2}}(-ike^{-i\theta }\partial ^{\mu }\theta )(ike^{i\theta }\partial _{\mu }\theta )+m^{2}k^{2}=-{\frac {k^{2}}{2}}(\partial ^{\mu }\theta )(\partial _{\mu }\theta )+m^{2}k^{2}.}

Observe que el término constante m²k² no tiene significado físico y el otro término es sencillamente el término cinético de un escalar sin masa. Por lo general, los bosones de Goldstone casi nunca tienen masa y parametrizan la curva de los posibles estados del vacío.

### Proposición de Goldstone
La base de la proposición de Goldstone es que el operador carga de cualquier  corriente simétrica no depende del tiempo.

{\displaystyle {d \over dt}Q={d \over dt}\int _{x}J^{0}(x)=0}

Por lo que, al actuar el operador carga sobre el vacío, siempre se genera un estado de frecuencia nula.
Si el vacío no es invariante bajo la simetría, al actuar con el operador carga se produce un estado que es diferente del vacío, pero que tiene frecuencia nula. Ésta es una oscilación de longitud de onda larga de un campo que es cuasi estacionario. Se concluye pues que existen estados con frecuencia nula y que la teoría no puede tener saltos másicos.
Este razonamiento se verá más claro si se toma el límite cuidadosamente. Si se aplica al vacío un operador carga aproximado, 

{\displaystyle {d \over dt}Q_{A}={d \over dt}\int _{x}e^{-x^{2} \over 2A^{2}}J^{0}(x)=-\int _{x}e^{-x^{2} \over 2A^{2}}\nabla \cdot J=\int _{x}\nabla (e^{-x^{2} \over A^{2}})\cdot J.}

se genera un estado con derivada temporal casi nula.

{\displaystyle ||{d \over dt}Q_{A}|0\rangle ||\approx {1 \over A}||Q_{A}|0\rangle ||\,}

Suponiendo un salto másico {\displaystyle m_{0}}, la frecuencia de cualquier estado ortogonal al del vacío será al menos {\displaystyle m_{0}}.

{\displaystyle ||{d \over dt}|\psi \rangle ||=||H|\psi \rangle ||\geq m_{0}||\;|\psi \rangle ||\,}

Si se deja que A creazca mucho se producirá una contradicción.
Este razonamiento falla por completo cuando la simetría tiene un gauge, ya que entonces el generador de la simetría estará realizando sólo una transformación gauge. Un estado gauge transformado es exactamente el mismo estado, de forma que al actuar con un generador simétrico no se saldrá del vacío.

### Teorías no relativistas
Existe una versión del teorema de Goldstone que también aplica a las teorías no relativistas (y también a las teorías relativistas con ruptura espontánea de simetría Lorentz. Básicamente indica que por cada simetría global espontáneamente rota le corresponde una cuasipartícula sin salto energético (la versión no relativista del salto másico). Es importante observar que aquí la energía es en realidad {\displaystyle H-\mu N-{\vec {\alpha }}\cdot {\vec {P}}} y no {\displaystyle H}. Sin embargo, existen dos generadores espontáneamente rotos diferentesque pueden dar lugar al mismo bosón de Goldstone. Por ejemplo, en un superfluido, tanto la simetría U(1) del número de partículas, como la simetría galileana sufren ruptura espontánea. Sin embargo, el fonón es el bosón de Goldstone de ambos.
De hecho, por lo general, el fonón es el bosón de Goldstone de la simetría de Galileo / Lorentz rota.

## Fermiones de Goldstone
La ruptura espontánea de simetrías fermiónicas globales, que ocurren en algunos modelos supersimétricos, producen fermiones de Goldstone, o Goldstinos. El compañero supersimétrico bosónico del goldstino, denominado sgoldstino, también aparece.

## Bosones de Goldstone en la naturaleza
- En fluidos, el fonón es longitudinal y es el bosón de Goldstone de la simetría galileana espontáneamente rota. En los sólidos, la situación es más compleja; los bosones de Goldstone son fonones longitudinales y transversales y aparecen al romperse espontáneamente la simetría galileana traslacional y rotacional, sin que haya una correspondencia unívoca entre los modos de Goldstone y las simetrías rotas.
- En los materiales magnéticos, la simetría rotacional original (que existe sin que haya un campo magnético externo) se rompe espontáneamente, de tal forma que la magnetización apunta a una determinada dirección. Los bosones de Goldstone son entonces los magnones, es decir, ondas de spin en las que la dirección de la magnetización local oscila.
- Los piones son los pseudo-bosones de Goldstone que aparecen al romperse espontáneamente en QCD la simetría quiral de sabor, originada por condensación de quarks. La simetría también se rompe de forma explícita por las masas de los quarks, por lo que los piones tienen masa.
- Las componentes de polarización longitudinal de los bosones W y Z son los bosones de Goldstone de ruptura espontánea de la simetría electrodébil. Debido a que la simetría es gauge, los bosones de Goldstone son "absorbidos" por los bosones gauge asociados a los generadores rotos. Esto proporciona a los bosones gauge la masa y el necesario tercer componente de polarización. Esto se consigue en el modelo estándar mediante el mecanismo de Higgs.